# Liste des députés de la Charente-Maritime
 (mai 2025).
Cet article présente la liste des députés de la Charente-Maritime élus dans les cinq circonscriptions législatives du département.

## Cinquième République

### XVIIelégislature(2024-)
| Circonscription     | Député              | Parti | Parti    | Suppléant         | Autre mandat                  |
| ------------------- | ------------------- | ----- | -------- | ----------------- | ----------------------------- |
| 1re circonscription | Olivier Falorni     |       | DVG*     | Sabine Gervais    |                               |
| 2e circonscription  | Benoît Biteau       |       | LÉ       | Naïma Fedsi       |                               |
| 3e circonscription  | Fabrice Barusseau   |       | PS       | Françoise Mesnard |                               |
| 4e circonscription  | Pascal Markowsky    |       | RN       | Patrick Dugenne   |                               |
| 5e circonscription  | Christophe Plassard |       | Horizons | Vanessa Parent    | Conseiller municipal de Royan |

Olivier Falorni siège au groupe du MoDem.

### XVIelégislature(2022–2024)
| Circonscription     | Député                | Parti | Parti    | Suppléant            | Autre mandat                             |
| ------------------- | --------------------- | ----- | -------- | -------------------- | ---------------------------------------- |
| 1re circonscription | Olivier Falorni       |       | DVG      | Sabine Gervais       |                                          |
| 2e circonscription  | Anne-Laure Babault    |       | MoDem    | Anne-Sophie Descamps | Conseillère municipale de Salles-sur-Mer |
| 3e circonscription  | Jean-Philippe Ardouin |       | LREM     | Joëlle Maillet       |                                          |
| 4e circonscription  | Raphaël Gérard        |       | LREM     | Evelyne Delaunay     |                                          |
| 5e circonscription  | Christophe Plassard   |       | Horizons | Vanessa Parent       | Conseiller municipal de Royan            |

### XVelégislature(2017–2022)
| Circonscription     | Député                | Parti | Parti                                    | Suppléant         | Autre mandat                        |
| ------------------- | --------------------- | ----- | ---------------------------------------- | ----------------- | ----------------------------------- |
| 1re circonscription | Olivier Falorni       |       | DVG                                      | Patricia Friou    |                                     |
| 2e circonscription  | Frédérique Tuffnell   |       | LREM puis MODEM et démocrates apparentés | Younes Biar       | Conseillère municipale de Rochefort |
| 3e circonscription  | Jean-Philippe Ardouin |       | LREM                                     | Christine Mesland |                                     |
| 4e circonscription  | Raphaël Gérard        |       | LREM                                     | Evelyne Delaunay  |                                     |
| 5e circonscription  | Didier Quentin        |       | LR                                       | Dominique Rabelle |                                     |

### XIVelégislature(2012-2017)
| Circonscription     | Identité            | Parti | Autres mandats                                             | Suppléant       |
| ------------------- | ------------------- | ----- | ---------------------------------------------------------- | --------------- |
| 1re circonscription | Olivier Falorni     | DvG   | Conseiller municipal de La Rochelle                        | Patricia Friou  |
| 2e circonscription  | Suzanne Tallard     | PS    |                                                            | Rémi Letrou     |
| 3e circonscription  | Catherine Quéré     | PS    |                                                            | James Rouger    |
| 4e circonscription  | Dominique Bussereau | UMP   | Président du Conseil départemental de la Charente-Maritime | Francis Savin   |
| 5e circonscription  | Didier Quentin      | UMP   | Maire de Royan                                             | Jean-Paul Peyry |

### XIIIelégislature(2007-2012)
| Circonscription     | Identité                                             | Parti | Autres mandats                                            | Suppléant            |
| ------------------- | ---------------------------------------------------- | ----- | --------------------------------------------------------- | -------------------- |
| 1re circonscription | M. Maxime Bono                                       | PS    | Maire de La Rochelle                                      | Blandine Hulin       |
| 2e circonscription  | M. Jean-Louis Léonard                                | UMP   | Maire de Châtelaillon-Plage                               | Dominique Rabelle    |
| 3e circonscription  | Mme Catherine Quéré                                  | PS    |                                                           | James Rouger         |
| 4e circonscription  | M. Jean-Claude Beaulieu (1) puis Dominique Bussereau | UMP   | Conseiller général du canton de Jonzac                    | Jean-Claude Beaulieu |
| 5e circonscription  | M. Didier Quentin                                    | UMP   | Vice-Président du Conseil général de la Charente-Maritime | Jean-Claude Blémon   |

(1) Suppléant de M.Dominique Bussereau, nommé au gouvernement.

### XIIelégislature(2002-2007)
| Circonscription     | Identité                    | Parti | Autres mandats                                            | Suppléant          |
| ------------------- | --------------------------- | ----- | --------------------------------------------------------- | ------------------ |
| 1re circonscription | M. Maxime Bono              | PS    | Maire de La Rochelle                                      | Blandine Hulin     |
| 2e circonscription  | M. Jean-Louis Léonard       | UMP   | Maire de Châtelaillon-Plage                               | Dominique Rabelle  |
| 3e circonscription  | M. Xavier de Roux           | UMP   | Maire de Chaniers                                         | Monique Gorbatchef |
| 4e circonscription  | M. Jean-Claude Beaulieu (1) | UMP   |                                                           |                    |
| 5e circonscription  | M. Didier Quentin           | UMP   | Vice-Président du Conseil général de la Charente-Maritime | Jean-Claude Blémon |

(1) Jean-Claude Beaulieu est le suppléant de Dominique Bussereau, devenu ministre, depuis le 19 juillet 2002.

### XIelégislature(1997-2002)
| Circonscription     | Identité               | Parti    | Autres mandats                                            | Suppléant            |
| ------------------- | ---------------------- | -------- | --------------------------------------------------------- | -------------------- |
| 1re circonscription | M. Michel Crépeau      | PRS      | Maire de La Rochelle                                      | Maxime Bono          |
| 2e circonscription  | M. Bernard Grasset     | PS       | Maire de Rochefort                                        | André Bonnin         |
| 3e circonscription  | M. Jean Rouger         | PS       |                                                           | Roland Beix          |
| 4e circonscription  | M. Dominique Bussereau | UDF-PPDF | Maire de Saint-Georges-de-Didonne                         | Jean-Claude Beaulieu |
| 5e circonscription  | M. Didier Quentin      | RPR      | Vice-Président du Conseil général de la Charente-Maritime | Jean-Claude Blémon   |

### Xelégislature(1993-1997)
| Circonscription     | Identité               | Parti    | Autres mandats                                                     | Suppléant             |
| ------------------- | ---------------------- | -------- | ------------------------------------------------------------------ | --------------------- |
| 1re circonscription | Jean-Louis Léonard     | RPR      | Maire de Châtelaillon-Plage, conseiller général d'Aytré            | Françoise Clerc       |
| 2e circonscription  | Jean-Guy Branger       | UDF-AD   | Maire de Surgères, conseiller général de Surgères                  | Jean-François Asseray |
| 3e circonscription  | Xavier de Roux         | UDF-Rad. | Maire de Chaniers, conseiller général de Saintes-Est               | Bernard Rochet        |
| 4e circonscription  | Dominique Bussereau    | UDF-PR   | Maire de Saint-Georges-de-Didonne, conseiller général de Royan-Est | Jean-Claude Beaulieu  |
| 5e circonscription  | Jean-Noël de Lipkowski | RPR      |                                                                    | Didier Quentin        |

### IXelégislature(1988-1993)
| Circonscription     | Identité                                                                       | Parti  | Autres mandats                                                           | Suppléant           |
| ------------------- | ------------------------------------------------------------------------------ | ------ | ------------------------------------------------------------------------ | ------------------- |
| 1re circonscription | Michel Crépeau                                                                 | MRG    | Maire de La Rochelle                                                     | Colette Chaigneau   |
| 2e circonscription  | Jean-Guy Branger                                                               | UDF-AD | Maire de Surgères, conseiller général de Surgères                        | Jean-Louis Léonard  |
| 3e circonscription  | Roland Beix                                                                    | PS     | Conseiller général de Saint-Hilaire-de-Villefranche, conseiller régional | Michel Baron        |
| 4e circonscription  | Philippe Marchand puis Pierre-Jean Daviaud (du 18 août 1990 au 1er avril 1993) | PS     | Conseiller général de Saintes-Nord                                       | Pierre-Jean Daviaud |
| 5e circonscription  | Jean-Noël de Lipkowski                                                         | RPR    | Maire de Royan, conseiller général de Royan-Ouest                        | Michel Doublet      |

### VIIIeLégislature(1986-1988)
Scrutin proportionnel :
| Identité               | Parti  | Autres mandats                                             |
| ---------------------- | ------ | ---------------------------------------------------------- |
| Jean-Guy Branger       | UDF-AD | Maire de Surgères, conseiller général de Surgères          |
| Dominique Bussereau    | UDF-PR | Adjoint au maire de Royan, conseiller général de Royan-Est |
| Michel Crépeau         | MRG    | Maire de La Rochelle                                       |
| Jean-Noël de Lipkowski | RPR    | Maire de Royan, conseiller général de Royan-Ouest          |
| Philippe Marchand      | PS     | Conseiller général de Saintes-Nord                         |

### VIIelégislature(1981-1986)
| Circonscription     | Identité               | Parti | Autres mandats                                                           | Suppléant         |
| ------------------- | ---------------------- | ----- | ------------------------------------------------------------------------ | ----------------- |
| 1re circonscription | Michel Crépeau         | MRG   | Maire de La Rochelle                                                     | Colette Chaigneau |
| 2e circonscription  | Jean-Guy Branger       | DVD   | Conseiller général de Surgères                                           | Michel Candau     |
| 3e circonscription  | Roland Beix            | PS    | Conseiller général de Saint-Hilaire-de-Villefranche, conseiller régional | Claude Tarin      |
| 4e circonscription  | Philippe Marchand      | PS    | Premier adjoint au maire de Saintes, conseiller général de Saintes-Nord  | Paul Rousset      |
| 5e circonscription  | Jean-Noël de Lipkowski | RPR   | Conseiller général de Royan-Ouest, conseiller régional                   | André Brillouet   |

### VIelégislature(1978-1981)
| Circonscription     | Identité               | Parti | Autres mandats                                                          | Suppléant       |
| ------------------- | ---------------------- | ----- | ----------------------------------------------------------------------- | --------------- |
| 1re circonscription | Michel Crépeau         | MRG   | Maire de La Rochelle                                                    | Roland Le Bigot |
| 2e circonscription  | Jean-Guy Branger       | DVD   | Conseiller général de Surgères                                          | Michel Candau   |
| 3e circonscription  | Roland Beix            | PS    | Conseiller général de Saint-Hilaire-de-Villefranche                     | Claude Tarin    |
| 4e circonscription  | Philippe Marchand      | PS    | Premier adjoint au maire de Saintes, conseiller général de Saintes-Nord | Paul Rousset    |
| 5e circonscription  | Jean-Noël de Lipkowski | RPR   | Conseiller général de Royan-Ouest                                       | André Brillouet |

### Velégislature(1973-1978)
| Circonscription     | Identité               | Parti | Autres mandats                                                | Suppléant        |
| ------------------- | ---------------------- | ----- | ------------------------------------------------------------- | ---------------- |
| 1re circonscription | Michel Crépeau         | MRG   | Maire de La Rochelle, conseiller général de La Rochelle-Ouest | Roland Le Bigot  |
| 2e circonscription  | Albert Bignon          | UDR   | Conseiller général de Rochefort-Sud                           | Jean-Guy Branger |
| 3e circonscription  | André Brugerolle       | CD    | Maire de Matha, conseiller général de Matha                   | Jacques Colas    |
| 4e circonscription  | Louis Joanne           | RI    | Maire de Chevanceaux, conseiller général de Montlieu-la-Garde | Gilles Chovet    |
| 5e circonscription  | Jean-Noël de Lipkowski | UDR   | Maire de Royan                                                | André Brillouet  |

### IVelégislature(1968-1973)
| Circonscription     | Identité               | Parti | Autres mandats                                                | Suppléant                           |
| ------------------- | ---------------------- | ----- | ------------------------------------------------------------- | ----------------------------------- |
| 1re circonscription | Philippe Dechartre     | UDR   |                                                               | Albert Dehen                        |
| 2e circonscription  | Albert Bignon          | UDR   | Conseiller général de Rochefort-Sud                           | Jean-Guy Branger                    |
| 3e circonscription  | André Brugerolle       | CDP   | Maire de Matha, conseiller général de Matha                   | Jacques Colas                       |
| 4e circonscription  | Louis Joanne           | RI    | Maire de Chevanceaux, conseiller général de Montlieu-la-Garde | Étienne Bétizeau                    |
| 5e circonscription  | Jean-Noël de Lipkowski | UDR   | Maire de Royan, membre du Parlement européen                  | Raymond Grandsart Claude Jousseaume |

### IIIelégislature(1967-1968)
| Circonscription     | Identité               | Parti        | Autres mandats                                          | Suppléant         |
| ------------------- | ---------------------- | ------------ | ------------------------------------------------------- | ----------------- |
| 1re circonscription | André Salardaine       | UD-Ve        | Maire de La Rochelle                                    | Michel Noël       |
| 2e circonscription  | Albert Bignon          | UD-Ve        | Conseiller général de Rochefort-Sud                     | Georges Martinaud |
| 3e circonscription  | André Brugerolle       | CD           | Maire de Matha, conseiller général de Matha             | Jacques Colas     |
| 4e circonscription  | Daniel Daviaud         | FGDS-Radical | Maire de Saint-Aigulin, conseiller général de Montguyon | Pierre Ménézo     |
| 5e circonscription  | Jean-Noël de Lipkowski | UD-Ve        | Maire de Royan, membre du Parlement européen            | Raymond Grandsart |

### IIelégislature(1962-1967)
| Circonscription     | Identité               | Parti   | Autres mandats                                          | Suppléant         |
| ------------------- | ---------------------- | ------- | ------------------------------------------------------- | ----------------- |
| 1re circonscription | André Salardaine       | UNR-UDT | Maire de La Rochelle                                    | Michel Noël       |
| 2e circonscription  | Albert Bignon          | UNR-UDT | Conseiller général de Rochefort-Sud                     | Georges Martinaud |
| 3e circonscription  | André Brugerolle       | MRP     | Maire de Matha, conseiller général de Matha             | Jacques Clouzeau  |
| 4e circonscription  | Daniel Daviaud         | PRSS    | Maire de Saint-Aigulin, conseiller général de Montguyon | Pierre Ménézo     |
| 5e circonscription  | Jean-Noël de Lipkowski | UNR-UDT |                                                         | Raymond Grandsart |

### Irelégislature(1958-1962)
| Circonscription     | Identité                     | Parti | Autres mandats                              | Suppléant         |
| ------------------- | ---------------------------- | ----- | ------------------------------------------- | ----------------- |
| 1re circonscription | Alain de Lacoste-Lareymondie | CNI   |                                             | Paul Braud        |
| 2e circonscription  | Albert Bignon                | UNR   | Conseiller général de Rochefort-Sud         | Georges Martinaud |
| 3e circonscription  | André Brugerolle             | DVD   | Maire de Matha, conseiller général de Matha | Jacques Clouzeau  |
| 4e circonscription  | André Bégouin                | CNI   | Maire de Réaux                              | André Bourbon     |
| 5e circonscription  | André Lacaze                 | CNI   | Maire de Cozes, conseiller général de Cozes | Yves Tap          |

## Quatrième République

### Troisième législature (1956-1958)
Georges Gosnat (PCF)
Roger Faraud (SFIO)
Roger Gaborit (Radical)
Max Brusset (Républicains sociaux)
André Bégouin (Parti Paysan)
Marcel Bouyer (UFF)

### Deuxième législature (1951-1956)
Georges Gosnat (PCF)
Roger Faraud (SFIO)
Roger Gaborit (Radical)
Jacques Verneuil (Radical), élu sénateur le 13 juillet 1955 (non remplacé)
Max Brusset (RPF)
Albert Bignon (RPF)

### Première législature (1946-1951)
Georges Gosnat (PCF)
Maurice Brillouet (PCF)
Roger Faraud (SFIO)
Roger Gaborit (Radical)
Pierre Truffaut (MRP)
Christian Vieljeux (PRL), élu sénateur le 23 décembre 1946, remplacé par Max Brusset (PRL)

## Gouvernement Provisoire de la République Française

### Deuxième assemblée constituante (1946)
Georges Gosnat (PCF)
André Maudet (SFIO)
Roger Faraud (SFIO)
Pierre Truffaut (MRP)
Christian Vieljeux (PRL)

### Première assemblée constituante (1945-1946)
Georges Gosnat (PCF)
André Maudet (SFIO)
Roger Faraud (SFIO)
Pierre Truffaut (MRP)
Christian Vieljeux (PRL)

## IIIeRépublique

### Assemblée nationale(1871-1876)
- Charles Duchatel, Centre gauche
- Paul Louis Gabriel Bethmont, Centre gauche
- Alfred de Vast-Vimeux, Appel au peuple (Bonapartiste)
- Frédéric Mestreau, Gauche Républicaine, élection invalidée car il était Préfet, démissionnaire le 23 mars 1871, réélu le 2 juillet 1871
- Eugène Eschassériaux, Appel au peuple (Bonapartiste)
- Pierre Roy de Loulay, Appel au peuple (Bonapartiste)
- Arthur Rivaille, Centre droit
- Prosper de Chasseloup-Laubat, Centre droit, décédé le 29 mars 1873, remplacé par Jean-Baptiste Boffinton, Appel au peuple (Bonapartiste), élu le 11 mai 1873
- Jules Dufaure, Centre

### Irelégislature(1876-1877)
- René-Pierre Eschassériaux
- Louis Roy de Loulay
- Paul Louis Gabriel Bethmont
- Frédéric Mestreau
- Eugène Eschassériaux
- Eugène Jolibois
- Charles Fournier

### IIelégislature(1877-1881)
- René-Pierre Eschassériaux
- Louis Roy de Loulay
- Paul Louis Gabriel Bethmont
- Charles Fournier invalidé en 1878, remplacé par Pierre Barbedette
- Frédéric Mestreau
- Eugène Eschassériaux
- Eugène Jolibois

### IIIelégislature(1881-1885)
- Louis Roy de Loulay
- Paul Louis Gabriel Bethmont démissionne en 1882, remplacé par Georges Roche
- Eugène Bisseuil
- Pierre Barbedette
- Frédéric Mestreau
- Eugène Eschassériaux
- Eugène Jolibois

### IVelégislature(1885-1889)
- Alfred de Vast-Vimeux décédé en 1888, remplacé par Adolphe Duport
- Louis Roy de Loulay
- Charles Duchatel
- Georges Roche
- Émile Delmas
- Eugène Eschassériaux
- Eugène Jolibois

### Velégislature(1889-1893)
- Rochefort : Ernest Braud, Républicain
- Marennes : Frédéric Garnier  Républicain
- La Rochelle : Émile Delmas, Républicain
- Jonzac : Eugène Eschassériaux, Bonapartiste
- Saintes-1 : Anatole Lemercier, Républicain
- Saintes-2 : Eugène Jolibois, Bonapartiste
- Saint-Jean-d'Angély : Pascal Bourcy, Républicain Libéral

Source : journal Le Temps du 24 septembre et du 8 octobre 1889 sur Gallica,.

### VIelégislature(1893-1898)
- La Rochelle : Édouard Charruyer, Républicain indépendant
- Jonzac : Eutrope Dupon, Radical, décédé en 1897, remplacé par Léon Pommeray, Républicain progressiste
- Saintes-2 : Gabriel Dufaure, Républicain  Libéral
- Rochefort : Ernest Braud, Républicain
- Marennes : Frédéric Garnier, Républicain
- Saint-Jean-d'Angély : Pascal Bourcy, Républicain Libéral
- Saintes-1 : Anatole Lemercier, Républicain, décédé en 1897, non remplacé.

Source : journal Le Temps du 22 août et du 5 septembre 1893 sur Gallica,.

### VIIelégislature(1898-1902)
- Saintes-1 : Jean-Octave Lauraine, Radical Socialiste
- La Rochelle : Édouard Charruyer, Radical
- Jonzac : Léon Pommeray, Républicain
- Saintes-2 : Gabriel Denis, Républicain
- Saint-Jean-d'Angély : Louis Roy de Loulay, Bonapartiste
- Marennes : Frédéric Garnier, Républicain
- Rochefort : Adrien Rieunier, Républicain

Source : journal Le Temps du 10 mai et du 24 mai 1898 sur Gallica,.

### VIIIelégislature(1902-1906)
- Saintes-1 : Jean-Octave Lauraine, Radical Socialiste
- Marennes : Frédéric Garnier, Républicain ministériel, élu sénateur en 1903, remplacé par Charles Torchut, Républicain (Gauche radicale)
- Jonzac : Samuel-Maurice Marchand, Conservateur clérical, invalidé le 30 juin 1902, remplacé par Fernand Larquier, Républicain (Union démocratique)
- La Rochelle : Édouard Charruyer, Radical, décédé le 23 janvier 1906, non remplacé
- Saintes-2 : Gabriel Denis, Républicain ministériel, décédé en 1903, remplacé par Camille Nicolle, Républicain (Gauche radicale)
- Saint-Jean-d'Angély : Eugène Réveillaud, Radical
- Rochefort : Ernest Braud, Radical

Source : journal Le Temps du 29 avril et du 13 mai 1902 sur Gallica,.

### IXelégislature(1906-1910)
- La Rochelle : Maurice Roy, Républicain (Gauche radicale)
- Saintes-1 : Jean-Octave Lauraine, Radical
- Marennes : Charles Torchut, Radical
- Jonzac : Fernand Larquier, Républicain (Gauche radicale)
- Saint-Jean-d'Angély : Eugène Réveillaud, Radical
- Rochefort : Ernest Braud, Radical Socialiste
- Saintes-2 : Camille Nicolle, Radical

Sources : Journal Le Temps du 6 et du 22 mai 1906 sur Gallica - ,.

### Xelégislature(1910-1914)
- La Rochelle : André Hesse, Gauche radicale
- Saint-Jean-d'Angély : Eugène Réveillaud, Gauche radicale, élu sénateur en 1912, remplacé par Jean Coyrard, Gauche radicale, élu le 25 février 1912
- Saintes-1 : Jean-Octave Lauraine, Gauche radicale
- Jonzac : Fernand Larquier, Gauche radicale
- Marennes : Pierre Voyer, Gauche radicale
- Rochefort : Antoine de Lanessan, Gauche démocratique
- Saintes-2 : Camille Nicolle, Gauche radicale, décédé le 14 décembre 1913, non remplacé

Sources : Journal Le Temps du 24 avril et du 8 mai 1910 sur Gallica - ,.

### XIelégislature(1914-1919)
- Marennes : William Bertrand, Radical socialiste
- Jonzac : René Carré-Bonvalet, Union républicaine radicale et socialiste
- Rochefort : Édouard Pouzet, SFIO
- La Rochelle : André Hesse, Radical socialiste
- Saintes-2 : Ernest Albert-Favre, Gauche radicale
- Saint-Jean-d'Angély : Jean Coyrard, Gauche radicale
- Saintes-1 : Jean-Octave Lauraine, Gauche radicale

Sources : Journal Le Temps du 28 avril et du 12 mai 1914 sur Gallica - ,.

### XIIelégislature(1919-1924)
Les élections législatives de 1919 furent organisées au scrutin proportionnel de liste. Elles marquèrent au niveau national la victoire du "Bloc national" de centre-droit.
Liste républicaine
- Jean-Octave Lauraine, Gauche républicaine démocratique, élu sénateur en 1923
- Ernest Albert-Favre, Gauche républicaine démocratique
- Jules Bertrand, Entente républicaine démocratique

Liste d'union républicaine nationale
- Clément Villeneau, Action républicaine et sociale
- Pierre Taittinger, Action républicaine et sociale
- Gaston Le Provost de Launay, Action républicaine et sociale
- Pierre Voyer, Action républicaine et sociale

Source : Barodet, sur le site de l'Assemblée nationale - https://bibnum.sciencespo.fr/s/catalogue/ark:/46513/sc16m2kz#?c=&m=&s=&cv=

### XIIIelégislature(1924-1928)
Les élections législatives de 1924 furent organisées au scrutin proportionnel de liste. Elles marquèrent au niveau national national la victoire du "Cartel des gauches".
Liste républicaine "Union des Gauches"
- Maurice Palmade, Parti radical et radical-socialiste, conseiller général
- André Hesse, Parti radical et radical-socialiste
- James Sclafer, Parti radical et radical-socialiste, conseiller général, maire de Jonzac
- Théophile Longuet, Parti radical et radical-socialiste
- William Bertrand, Parti radical et radical-socialiste
- Édouard Pouzet, SFIO, conseiller général

Source : Barodet sur le site de l'Assemblée Nationale - https://bibnum.sciencespo.fr/s/catalogue/ark:/46513/sc16m1m0#?c=&m=&s=&cv=

### XIVelégislature(1928-1932)
Les élections législatives furent au scrutin d'arrondissement majoritaire à deux tours de 1928 à 1936.
- Jonzac : James Sclafer, Radical-socialiste
- Saintes : Maurice Palmade, Radical-socialiste
- Marennes : William Bertrand, Radical-socialiste
- Rochefort : Édouard Pouzet, Républicain socialiste
- La Rochelle : André Hesse, Radical-socialiste
- Saint-Jean-d'Angély : Théophile Longuet, Radical-socialiste

Source : Élections législatives 22-29 avril 1928 de Georges Lachapelle - https://gallica.bnf.fr/ark:/12148/bpt6k320439r.texteImage#

### XVelégislature(1932-1936)
- Jonzac : James Sclafer, Radical-socialiste
- Saintes : Maurice Palmade, Radical-socialiste
- Marennes : William Bertrand, Radical-socialiste
- Rochefort : Édouard Pouzet, Parti socialiste français
- La Rochelle : André Hesse, Radical-socialiste
- Saint-Jean-d'Angély : Théophile Longuet, Radical-socialiste

### XVIelégislature(1936-1940)
- Rochefort : Roger Lefèvre, SFIO
- La Rochelle : René Château, Parti radical Camille Pelletan
- Jonzac : James Sclafer, Radical-socialiste
- Marennes : William Bertrand, Radical-socialiste, élu sénateur en 1938, remplacé par Jean Hay, Radical-socialiste, élu le 2 avril 1939, Mort pour la France en déportation au camp de Mauthausen-Elbensee le 21 avril 1945
- Saintes : Maurice Palmade, Radical-socialiste, élu sénateur en 1938, remplacé par Amédée Delaunay, Radical-socialiste, élu le 29 mai 1938, décédé le 8 octobre 1942
- Saint-Jean-d'Angély : Théophile Longuet, Radical-socialiste

## Second Empire

### Irelégislature(1852-1857)
- Charles de Vast-Vimeux
- Eugène Eschassériaux
- Anatole Lemercier
- Prosper de Chasseloup-Laubat

### IIelégislature(1857-1863)
- Charles de Vast-Vimeux décédé en 1859, remplacé par Alfred de Vast-Vimeux
- Eugène Eschassériaux
- Anatole Lemercier
- Prosper de Chasseloup-Laubat nommé ministre en 1859, remplacé par Eugène-Jacques-Nicolas-Pierre Roy-Bry

### IIIelégislature(1863-1869)
- Eugène-Jacques-Nicolas-Pierre Roy-Bry décédé en 1864, remplacé par Paul Louis Gabriel Bethmont
- Alfred de Vast-Vimeux
- Eugène Eschassériaux
- Pierre Roy de Loulay

### IVelégislature(1869-1870)
- Paul Louis Gabriel Bethmont
- Alfred de Vast-Vimeux
- Eugène Eschassériaux
- Pierre Roy de Loulay

## IIeRépublique
Élections au suffrage universel masculin à partir de 1848

### Assemblée nationale constituante (1848-1849)
- Antoine Gaudin
- Léon Debain
- Joseph Léon Target
- Pierre Lucien Brard
- Jacques Dupont de Bussac
- Pierre Jules Baroche
- Jules Dufaure
- Auguste Regnaud de Saint-Jean d'Angély
- Louis Vincent Renou de Ballon
- Arnaud d'Argenteuil
- Jean Coutenceau
- Thomas-Robert Bugeaud
- Pierre-François Audry de Puyravault

### Assemblée nationale législative (1849-1851)
- Charles de Vast-Vimeux
- Eugène Eschassériaux
- Prosper de Chasseloup-Laubat
- Pierre Jules Baroche
- Auguste de Nagle
- Jules Dufaure
- Auguste Regnaud de Saint-Jean d'Angély
- Thomas-Robert Bugeaud décédé en 1849, remplacé par Jean-Baptiste de Lajus
- Charles-Tristan de Montholon
- Étienne de Laborde

## Chambre des députés (Monarchie de Juillet)

### IreLégislature(1830-1831)
- Charles Jacques Nicolas Duchâtel
- Moyse André Gallot démissionne en 1831, remplacé par Louis Gabriel Admyrauld
- Pierre-François Audry de Puyraveau
- Jean-Baptiste Béraud
- Jean-Louis Toussaint Minot
- Louis-Benjamin Fleuriau de Bellevue
- René Eschassériaux

### IIeLégislature(1831-1834)
- Charles Jacques Nicolas Duchâtel nommé pair en 1833, remplacé par Tanneguy Duchâtel
- Camille Eschassériaux
- Gustave de Chassiron
- Louis Gabriel Admyrauld
- Pierre-François Audry de Puyraveau
- Antoine Bourreau de Beauséjour
- Jacques-Philippe Senné

### IIIeLégislature(1834-1837)
- Napoléon Joseph Léon Duchâtel
- Tanneguy Duchâtel
- Jules Dufaure
- Gustave de Chassiron
- Louis Gabriel Admyrauld
- Louis Henri Desmortiers
- Pierre-François Audry de Puyraveau

### IVeLégislature(1837-1839)
- Prosper de Chasseloup-Laubat
- Jules Dufaure
- Louis Vincent Renou de Ballon
- Gustave de Chassiron
- Jean-Jacques Rasteau
- Jean Tupinier

### VeLégislature(1839-1842)
- Prosper de Chasseloup-Laubat
- Tanneguy Duchâtel
- Jules Dufaure
- Gustave de Chassiron
- Jean-Jacques Rasteau
- Louis Henri Desmortiers
- Jean Tupinier

### VIeLégislature(1842-1846)
- Prosper de Chasseloup-Laubat
- Tanneguy Duchâtel
- Jean Tupinier nommé pair en 1845, remplacé par Christian Léon Dumas
- Jules Dufaure
- Gustave de Chassiron
- Jean-Jacques Rasteau
- Louis Henri Desmortiers

### VIIeLégislature(17/08/1846-24/02/1848)
- Prosper de Chasseloup-Laubat
- Eugène Bethmont
- Tanneguy Duchâtel
- Christian Léon Dumas remplacé en 1847 par Pierre Jules Baroche
- Jules Dufaure
- Gustave de Chassiron
- Louis Henri Desmortiers

## Chambre des députés des départements (2eRestauration)

### Irelégislature(1815–1816)
- Olivier Macoux Rivaud de La Raffinière
- Jean Baudry (homme politique)
- Jean-Louis Admyrauld
- Denis Charles Jean Marie de Mac-Carthy
- Jean-Joseph Jouneau

### IIelégislature(1816-1823)
- Charles François Boscal de Réals de Mornac
- Pierre-François Audry de Puyraveau
- Mathieu Faure
- Antoine Bourreau de Beauséjour
- Jean Joseph Tarayre
- Jean Baudry (homme politique)
- Louis-Benjamin Fleuriau de Bellevue
- Jean-Louis Admyrauld
- Denis Charles Jean Marie de Mac-Carthy
- Jean-Joseph Jouneau
- René Eschassériaux

### IIIelégislature(1824-1827)
- Auguste René Élie de Saint-Légier
- Antoine Bonnet de Lescure
- Charles François Boscal de Réals de Mornac
- Jérôme de Laage de Meux
- Pierre-Jacques-Nicolas-Gaspard de Chièvres
- Louis-Alexandre-Benjamin Green de Saint-Marsault
- Louis-Benjamin Fleuriau de Bellevue

### IVelégislature(1828-1830)
- Moyse André Gallot
- Auguste René Élie de Saint-Légier
- Charles François Boscal de Réals de Mornac
- Pierre-François Audry de Puyraveau
- Louis-Benjamin Fleuriau de Bellevue
- René Eschassériaux
- Charles Jacques Nicolas Duchâtel

### Velégislature(23 juin 1830-28 juillet 1830)
- Moyse André Gallot
- Pierre-François Audry de Puyraveau
- Jean-Baptiste Béraud
- Jean-Louis Toussaint Minot
- Louis-Benjamin Fleuriau de Bellevue
- René Eschassériaux
- Charles Jacques Nicolas Duchâtel

## Chambre des représentants (Cent-Jours)
- Louis Gabriel Duret
- Jean-Baptiste Clémot
- Louis Jacques Luc Majou
- Pierre Delafenestre
- Jean-Baptiste Thénard-Dumousseau
- Michel Regnaud de Saint-Jean d'Angély
- Pierre Barthélemy Amable Honoré Gallocheau
- Jacques Garnier dit Garnier de Saintes
- René Eschassériaux
- Georges Desgraves

## Chambre des députés des départements (1reRestauration)
- Jean-Louis Admyrauld
- Samuel de Missy
- Georges Desgraves
- Pierre Ratier de Montguyon

## Corps législatif(1800-1814)
- Jean-Louis Admyrauld
- Jean-Baptiste Thénard-Dumousseau
- Philippe Augier de La Sauzaye
- Jacques Bouisseren
- Samuel de Missy
- René Eschassériaux
- Louis François Duret
- Georges Desgraves
- Jean-Jacques Bréard
- Pierre Ratier de Montguyon
- Jean-Baptiste Nairac
- Pierre-Jacques-Thomas Cochon-Duvivier

## Conseil des Cinq-Cents(1795-1799)
- Jean-Baptiste Thénard-Dumousseau
- Joseph Levallois
- Paul Augustin Lozeau
- Jacques Garnier dit Garnier de Saintes
- René Eschassériaux
- Joseph Eschassériaux
- Jean-François Laurenceau
- Marc Antoine Alexis Giraud
- Pierre François Héard du Taillis
- Pierre Garreau
- Pierre Étienne Vinet
- Jean-Baptiste Nairac

## Convention nationale(1792-1795)
- Gustave Dechézeaux
- Paul Augustin Lozeau
- Jacques Garnier dit Garnier de Saintes
- René Eschassériaux
- Joseph Eschassériaux
- Georges Desgraves
- Jean-Jacques Bréard
- André-Antoine Bernard
- Pierre-Charles Ruamps
- Jacques Sébastien Dautriche
- Joseph Niou
- Marc Antoine Alexis Giraud
- Pierre Étienne Vinet

## Assemblée législative (1791-1792)
- Jean-Joseph Jouneau
- Jean Gilbert des Aubineaux
- Joseph Eschassériaux
- Pierre Augustin Riquet
- Jean-Jacques Bréard
- André-Antoine Bernard
- Pierre-Charles Ruamps
- Joseph Niou
- Jacques Merveilleux de Mortafond
- Jean-Aimé Delacoste
- Jean-Aubin Dumoustier de Frédilly